# 戦象

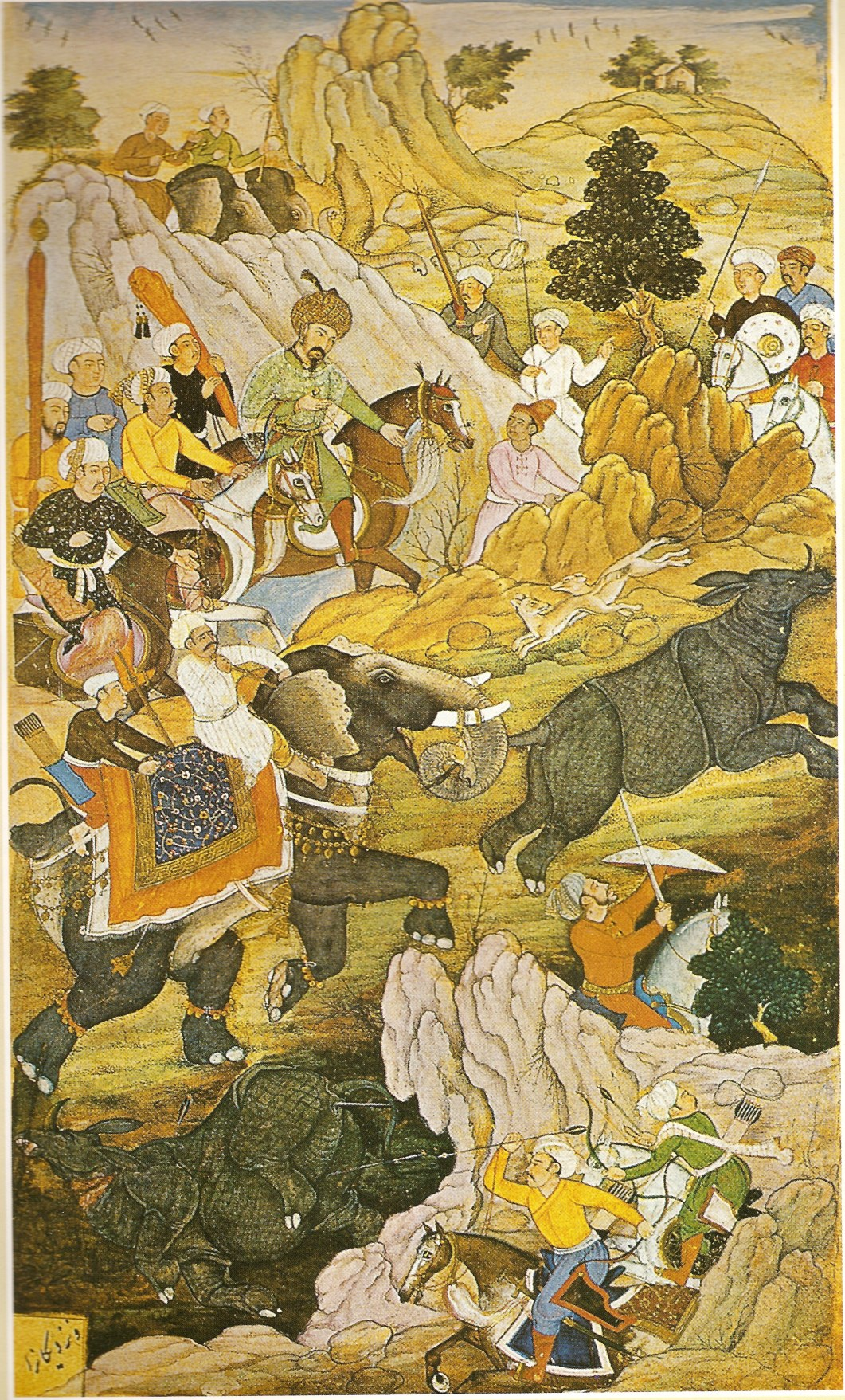
バーブルの時代のムガル帝国軍。訓練を兼ねた狩りの様子。戦象に乗った兵が獲物を追っている。

戦象（せんぞう）とは軍事用に使われた象のことである。主にインド、東南アジアや古代地中海世界で用いられ、突撃で敵を踏み潰すか、あるいは敵戦列を破砕することを主目的とした。象の社会は血縁のある雌の群れを基礎とした母系社会であり、それが原因で雌象は他の雌象へ向かって行く傾向があったため、軍用には雄の象が用いられた。

## 歴史
象を家畜化する試みは、4000年前のインダス川流域で始められた。しかし、低い繁殖力と成長の遅さ、飼育下の群での繁殖の困難さ、妊娠期間の長さのために、おそらく大半は、そして現代に至るまでケッダなどと呼ばれる追い込み罠で野生のインドゾウを捕まえて飼いならしていた。初期の象の利用は、強い力を生かした農耕の補助にあった。軍用の起源は紀元前1100年ごろで、その活躍をたたえるサンスクリットの賛歌が複数残っている。
その後、戦象の運用はインド亜大陸に隣接したイラン高原を通じて西方へ伝播したが、インドゾウとそれを扱うインドの象使い（マハウト）ともども導入された。それらの入手が困難な地中海世界では現地のアフリカゾウを戦象化する試みが進められ、エジプトやカルタゴが育成に成功した。ただしアフリカゾウはインドゾウと性質が異なり、人間が飼いならすことはほぼ不可能であることから、アフリカゾウ属系だが別種のマルミミゾウであるとする説がある。後述のラフィアの戦いも、その事実を裏付けている（インドゾウよりアフリカゾウのほうが概して体躯は大きいが、マルミミゾウは逆に小さい）。しかしマルミミゾウが当時地中海地域まで生息していた証拠は無く、結論は出ていない。

### マケドニアの東方遠征
地中海世界が戦象を知ったのはアレクサンドロス3世（大王）率いるマケドニア・ギリシャ連合軍による東征軍が初めて、紀元前331年のガウガメラの戦いにおいてペルシア帝国のダレイオス3世が投入した15頭の戦象と対峙している。騎兵の馬が象を恐れたため正面からの激突を避け、マケドニア軍は左翼から攻撃を加えて生じる間隙を突く作戦を講じたとされている。
また、アレクサンドロスがインドに侵入した際、ヒュダスペス河畔の戦いで、ポロス率いるパンジャブ王国（パウラヴァ族）側は200頭の戦象を運用した。
- 『ヒュダスペス川の戦い』

### ディアドコイ戦争
アレクサンドロス死後のディアドコイ戦争では、戦象はより積極的かつ大規模に用いられた。主な戦いとしてパラエタケネの戦い、ガビエネの戦い、ガザの戦い、イプソスの戦いがある。特に紀元前301年のイプソスの戦いでは、両軍合わせて500頭近くの戦象が運用された。
上述の通り西方ではインドゾウの導入と、現地のアフリカゾウの戦象化、双方が行われた。紀元前217年のラフィアの戦いでは、その両者が戦った。この戦いではアフリカ戦象はインド戦象よりも体格が小さく、数等の問題もあり、アフリカゾウが敗北している。このため、カルタゴやローマといった遠方の国家も、インドゾウを使うインド人を雇おうとした。

### ローマ共和国と戦象
ローマ共和国が最初に戦象と戦ったのはピュロスの侵攻時である。このヘラクレアの戦い（紀元前280年）、アスクルムの戦い（紀元前279年）では、ローマ軍は20頭の戦象に大きく動揺して敗北をしているが、ベネウェントゥムの戦い（紀元前275年）で戦象の無力化に成功している。
第二次ポエニ戦争において、カルタゴの将軍ハンニバルは37頭の戦象を連れてアルプス山脈を越え（ハンニバルのアルプス越え）、イタリア半島への侵入を試みた。戦象のうち生きてアルプスを越えられたのはその内の20頭程度で、更にその殆どがイタリアに侵入してすぐ戦闘や病などで死ぬか脱走して失われ、最終的には3頭しか残らなかったが、ローマ共和国を大いに驚かせた。その後のザマの戦い（紀元前202年）で、ハンニバルは80頭の戦象を運用した。戦闘の序盤でハンニバルは戦象を突撃させたが、ローマの将軍大スキピオは、事前にこれを予測し各中隊の間隔を広く取らせていた。戦象はその隙間を通り過ぎてしまい、方向転換のために停止したところを始末された。
- アルプス山脈を越えるハンニバルの軍
- 『ザマの戦い』（Cornelis Cort,1567）

ローマ内戦では紀元前49年のバグラダス川の戦いでは騎兵と戦象により、ヌミディア・元老院派はカエサル派に勝利している。しかし紀元前46年、ガイウス・ユリウス・カエサルは、タプソスの戦いで、指揮下の軍団に戦象の足を斧で狙うように指示した。突撃が回避され、足をなぎ払われると戦象はあえなく無力化した。この戦いは西洋における最後の大規模な戦象の使用となった。

### 中国の史書における戦象
中国の軍隊もかつて戦象を使用し、また戦象に直面した。古代黄河流域の気候は温暖で湿潤であり、大量の中華象と中華サイが生息していた。 殷朝の時代、中原人はすでに象の捕獲や調教や使用のための成熟した技術を持っていた。最初は農業に用いていたが、次第に戦争に用いられるようになり、専門の象軍が作られた。『呂氏春秋・古楽篇には「殷人服象，為虐于東夷」との記述があり、殷の紂王の時期の殷軍は東夷を征伐する戦争に戦象を使用し、大きな働きをしたことがわかる。殷が羌人を征伐した戦争にも戦象を使用したとの記載がある。
漢朝以降の気候変動と過度な捕殺により、中原の象は絶滅し、象軍は中原王朝の軍隊から消失し、中原王朝が南方王朝と対決するときの相手となった。445年、南朝宋の振武将軍の宗愨と林邑王范陽邁2世が象浦で会戦した。林邑王の戦象は数限りなかった。宗愨はニセの獅子を制作させて戦象を迎え撃った。敵の戦象は発狂して逃げ帰り、林邑軍は壊滅した。
南北朝時代、隋の文帝・楊堅の父親である楊忠は西梁の討伐に参加したとき、梁軍は鋭い刃を象の鼻にくくりつける作戦を行った。楊忠は敵の二頭の象を射て、錯乱した象は逃げ帰り、魏軍は勝利を得た。
唐朝の時代、東南アジア地区には野象の群れが生息しており、民衆は象を乗り物として使用した。戦場で象を使うことも普通であった。唐朝初期、林邑王は環王と改称し国都を占城とした。中国の史書の記載に拠れば、環王の衛兵は5000人で、戦争の時は戦象に乗ったという。国王は唐太宗に調教済みの象などを献上した。元和初年、唐の安南都護張舟は占城軍を撃破し、この戦いで戦象若干を獲得した。中国史書には占城の象刑が記録されている。
1277年のンガサウジャンの戦いでは元がビルマのバガン朝が擁する戦象と戦っている。
明代に成立した三国志演義において、南蛮のとある国の王がゾウを用いて戦うという描写があり、その戦いが歴史的事実か否かは別にしても、作品成立時には中国の一般民衆にも戦象の存在が知られていたことが分かる。

### その後
西洋では使用されなくなったが、363年、ユリアヌスが率いるローマ軍は対ペルシア戦線で戦象に遭遇し、混乱するなどの記録が残されている。570年頃にも、アラビア半島の商業都市であったメッカをエチオピア軍が戦象を率いて襲撃したことがクルアーンの象章に記されている。
インドでは依然として戦象は重要な戦力だった。最初の統一国家であるマウリヤ朝の軍隊の主力は戦象だった。その後、異民族の侵入によって騎兵が活用されるようになると戦象の影は薄れたが、グプタ朝が興隆すると再び重要性が増していった。以降も戦象は使用され続け、1526年の第一次パーニーパットの戦いで、デリー・スルターン朝のローディー朝側は1000頭もの戦象を運用した。
火器を大規模に運用するムガル帝国がインドの支配者となると、戦象の価値は著しく低下した。射撃の轟音による暴走の危険性があったため、象が前線に投入されることは少なくなった。ムガル軍における戦象の役割は、主として指揮官に必要な高所での視界の確保にあった。そのためムガル軍の指揮官は狙われやすかった。また、大砲の牽引役としても使用された。
火器がさらに発達すると、戦象はその大きさのために標的になりやすく、積極的に使用するものはいなくなった。最後まで戦象を使用したのはタイ王国であり、20世紀初頭まで小型の大砲を背中に乗せて使用し、また悪路を走破できる自動車が実用化・普及するまで密林のパトロール用に用いた。現在、タイの観光地では戦象を再現したショーなどが行われている。
- ムガル帝国のアクバルが率いる戦象隊
- 大砲を背中に搭載する戦象（1893年、ラオス）
- 山田長政の軍と戦象（17世紀、アユタヤ王朝）

## 軍事的役割
戦象は軍事的に多くの役割を担っていた。その巨躯と力は輸送を任せると非常に有効であり、武器や兵糧の運搬から、軍楽隊の大太鼓、大砲の牽引まで幅広く用いられた。王侯や指揮官は背中に豪奢な輿を載せることもあった。
普通、戦象の背には1人の象使いと、他に1 - 3人の弓兵や槍兵が騎乗した。見晴らしの良い高所にあるため、弓兵を乗せると特に威力を発揮し、また指揮官には馬上を遥かに上回る視界を提供した。ディアドコイ戦争初期までの戦象は象使いもそれ以外の兵士もそのまま象に乗っていたが、次第に象の上に櫓を乗せて象使い以外の兵士はその矢倉の中から攻撃するようになった。牙はそのままか調教中に危なくないように削ってあることが多かったが、中には人の腕ほどの長さを持つ刃物を取り付けることもあった。

### 突撃
戦場では、戦象はおおむね中央の列に配置され、可能になると突撃した。戦象の突撃は時速30kmに達し、騎兵と違って歩兵の槍で防ぐことは困難だった。巨躯から来る威圧感は大きな恐怖心を呼び起こし、訓練されていない軍隊や初めて象を見る敵ならば容易に壊走させることができた。しかしその性質上、突撃時には前進以外の戦術行動は不可能であり、方向転換や急停止は至難の業だった。
大スキピオやカエサルはその性質を利用し、戦象を無力化している。しかしこれらは戦象の突撃という恐怖に耐えられる、練度と経験が行き届いた、戦象並かそれ以上に希少な軍隊のみが可能な芸当でもあった。

### 移動防壁
突撃のイメージが強い戦象だが、より強力な突撃戦力である騎兵がまだ消耗しきっていないディアドコイ戦争中期まではむしろ戦象は移動する壁として運用されていた。戦列の前面に配置された戦象は突撃しなくても、敵には恐怖を、味方には心強さを与えた。また騎馬は象の発する臭いを嫌い、さらにその巨躯は騎兵突撃をも退けた。特にディアドコイの中で最強とされたアンティゴノスとエウメネスはファランクスの弱い側面を護るために、側面に半円形型の戦象によるスクリーンを形成した。さらにイプソスの戦いではセレウコス1世・リュシマコス連合軍は戦象部隊により、深追いしたデメトリオス1世の騎兵部隊を足止めしている。

## 問題点
戦象には上記の突撃時以外にもいくつかの致命的な弱点があった。
騎乗者がいないと暴走する
高所に位置するために、騎乗するものが狙われやすく、象使いが殺されると戦象は制御を失って暴走した。そのため、戦象の周囲には護衛として軽装歩兵が配された。
大音響に弱い
また、銃声や鉦のような大音響にも弱かった。ただし、これは訓練である程度克服することが可能だった。ムガル帝国では、火器の発する轟音に慣らすため、幼い頃から耳元で銃声を聞かせる訓練が施された。このため、ムガル軍では戦象に銃兵を乗せることも可能だったし、タイのように大砲を載せた例すらある。なお大音響の問題とそれに慣らす必要性は、軍馬など他の動物兵器にも共通して言えることである。
火を恐れ、悪臭が苦手
さらに象は火も恐れ（これも他の動物にも言える）、嗅覚が敏感なために悪臭も苦手であったので、ローマ軍は豚に火をつけて戦場に放つことで戦象に対処したこともあった。
こうした弱点をつかれ象の行動が制御できなくなると象使いは味方の被害を防ぐために急所を刺して象を殺した。そのため象の急所部分には予め大きな釘が取り付けられており、象使いがそれを鎚で叩くことにより致命傷が与えられるように備えられていた。
足の付け根が弱点
また、象の皮膚は一般に分厚いため原始的な矢や鉄砲などの飛び道具に強かったが、一方で足の付け根などの皮膚の柔らかい部分が弱点となることが多かった。そのため東南アジアなどでは象の足下に護衛用の兵を置くこともあった。他にも象に鎧を着せる場合もあったが、その場合は大抵ラメラーアーマーや鎖帷子だったので鎧の作成には大変な時間と労力がかかった。
調教と維持にコストがかかる
また、象の調教・維持には多くの時間と金がかかるという欠点もあった。しかしながら象はかなり長命であったので、一旦調教すればその後は長きに渡って使用できるという利点もあった。